# Yuito Suzuki
Yuito Suzuki (鈴木 唯人 Suzuki Yuito?), född 25 oktober 2001 i Kanagawa prefektur, är en japansk fotbollsspelare.
Suzuki började sin karriär 2020 i Shimizu S-Pulse.